# Primera División de Andorra 2005-06
La Primera División de Andorra 2005-06 (oficialmente y en catalán: Primera Divisió de Andorra 2005-06) fue la 11ra edición del campeonato de la máxima categoría de fútbol del Principado de Andorra. Estuvo organizada por la Federación Andorrana de Fútbol y fue disputada por 8 equipos. Comenzó el 24 de septiembre de 2005 y finalizó el 29 de abril de 2006.
Rànger's logró su primera estrella a falta de dos fechas para el cierre, luego de vencer a Lusitanos como visitante por 2 a 0. Por otra parte, el recién ascendido Extremenya regresó a la Segona Divisió tras finalizar último en la Ronda por la permanencia con tan solo una unidad, completando la segunda peor campaña de un equipo en Primera Divisió, solo por encima de las participaciones de Spordany Juvenil en la temporada 1996-97 y de Sporting Club d'Escaldes en el campeonato 2002-03.

## Ascensos y descensos
| Pos. | Descendidos de 1.ª División |
| ---- | --------------------------- |
| 8.º  | Encamp                      |

| Pos. | Ascendidos de 2.ª División |
| ---- | -------------------------- |
| 2.º  | Extremenya                 |

## Sistema de competición
El campeonato constó de dos fases:
En la fase regular, los ocho equipos se enfrentaron entre sí bajo el sistema de todos contra todos a dos ruedas, completando un total de 14 fechas. Una vez finalizada dicha instancia, los cuatro equipos con mayor cantidad de puntos participaron de la Ronda por el campeonato, mientras que los cuatro restantes disputaron la Ronda por la permanencia. Todos los clubes comenzaron su participación en esta instancia con el puntaje final obtenido en la fase regular.
Los cuatro clubes que participaron de la Ronda por el campeonato volvieron a enfrentarse entre sí, todos contra todos, a doble rueda. El equipo que acumuló más puntos entre las dos fases se consagró campeón y accedió a la primera ronda previa de la Copa de la UEFA 2006-07. Asimismo, el subcampeón clasificó a la primera fase de la Copa Intertoto de la UEFA 2006.
Por otro lado, los cuatro equipos participantes de la Ronda por la permanencia se enfrentaron entre sí, todos contra todos, a doble rueda. Aquel que logró menor puntaje a lo largo de las dos fases descendió directamente a la Segunda División, mientras que el penúltimo disputó una promoción contra el subcampeón de dicha categoría.
En todas las fases, las clasificaciones se establecieron a partir de los puntos obtenidos en cada encuentro, otorgando tres por partido ganado, uno por empatado y ninguno en caso de derrota. En caso de igualdad de puntos entre dos o más equipos, el orden de la clasificación se definió a favor de aquel con mejor diferencia de goles y, de mantenerse el empate, a favor de aquel con mayor cantidad de goles a favor en toda la temporada.

## Equipos participantes
| Equipo                  | Ciudad                  |
| ----------------------- | ----------------------- |
| Atlètic Club d'Escaldes | Las Escaldas-Engordany  |
| Extremenya              | La Massana              |
| Inter Club d'Escaldes   | Las Escaldas-Engordany  |
| Lusitanos               | Andorra la Vieja        |
| Principat               | San Julián de Loria     |
| Rànger's                | San Julián de Loria     |
| Sant Julià              | San Julián de Loria     |
| FC Santa Coloma         | Santa Coloma de Andorra |

| \| Parroquia \| N.º \| Equipos \| \| ---------------------- \| --- \| ---------------------------------------------- \| \| San Julián de Loria \| 3 \| Principat; Rànger's; Sant Julià \| \| Andorra la Vieja \| 2 \| Lusitanos; FC Santa Coloma \| \| Las Escaldas-Engordany \| 2 \| Atlètic Club d'Escaldes; Inter Club d'Escaldes \| \| La Massana \| 1 \| Extremenya \| |     |                                                |
| Parroquia | N.º | Equipos                                        |
| San Julián de Loria | 3   | Principat; Rànger's; Sant Julià                |
| Andorra la Vieja | 2   | Lusitanos; FC Santa Coloma                     |
| Las Escaldas-Engordany | 2   | Atlètic Club d'Escaldes; Inter Club d'Escaldes |
| La Massana | 1   | Extremenya                                     |

## Fase regular

### Clasificación
|  |    | Equipos                 | PJ | PG | PE | PP | GF | GC | Dif | Pts |
|  | -- | ----------------------- | -- | -- | -- | -- | -- | -- | --- | --- |
|  | 1. | Rànger's                | 14 | 12 | 1  | 1  | 62 | 7  | +55 | 37  |
|  | 2. | Sant Julià              | 14 | 10 | 2  | 2  | 53 | 12 | +41 | 32  |
|  | 3. | FC Santa Coloma         | 14 | 9  | 1  | 4  | 41 | 12 | +29 | 28  |
|  | 4. | Lusitanos               | 14 | 8  | 0  | 6  | 26 | 29 | -3  | 24  |
|  | 5. | Inter Club d'Escaldes   | 14 | 7  | 2  | 5  | 22 | 23 | -1  | 23  |
|  | 6. | Atlètic Club d'Escaldes | 14 | 3  | 3  | 8  | 10 | 24 | -14 | 12  |
|  | 7. | Principat               | 14 | 1  | 2  | 11 | 12 | 45 | -33 | 5   |
|  | 8. | Extremenya              | 14 | 0  | 1  | 13 | 9  | 83 | -74 | 1   |

|  | Clasificado a la Ronda por el campeonato.  |
|  | Clasificado a la Ronda por la permanencia. |

#### Evolución de la clasificación
| Jornada / Equipo        | 1 | 2 | 3 | 4 | 5 | 6 | 7 | 8 | 9 | 10 | 11 | 12 | 13 | 14 |
| Jornada / Equipo        |   |   |   |   |   |   |   |   |   |    |    |    |    |    |
| ----------------------- | - | - | - | - | - | - | - | - | - | -- | -- | -- | -- | -- |
| Rànger's                | 1 | 1 | 1 | 1 | 1 | 1 | 1 | 1 | 1 | 1  | 1  | 1  | 1  | 1  |
| Sant Julià              | 5 | 3 | 2 | 4 | 3 | 2 | 2 | 2 | 3 | 2  | 2  | 2  | 2  | 2  |
| FC Santa Coloma         | 2 | 2 | 3 | 2 | 2 | 3 | 3 | 3 | 2 | 3  | 3  | 3  | 3  | 3  |
| Lusitanos               | 3 | 5 | 4 | 5 | 5 | 4 | 4 | 4 | 4 | 4  | 4  | 4  | 5  | 4  |
| Inter Club d'Escaldes   | 4 | 4 | 5 | 3 | 4 | 5 | 5 | 5 | 5 | 5  | 5  | 5  | 4  | 5  |
| Atlètic Club d'Escaldes | 6 | 7 | 6 | 6 | 7 | 6 | 6 | 6 | 6 | 6  | 6  | 6  | 6  | 6  |
| Principat               | 7 | 6 | 7 | 7 | 6 | 7 | 7 | 7 | 7 | 7  | 7  | 7  | 7  | 7  |
| Extremenya              | 8 | 8 | 8 | 8 | 8 | 8 | 8 | 8 | 8 | 8  | 8  | 8  | 8  | 8  |

### Resultados
Fuente: mismarcadores.com
- Los horarios corresponden a la CET (Hora Central Europea) UTC+1 en horario estándar y UTC+2 en horario de verano.

#### Primera vuelta
| Inter Club d'Escaldes   | 2 - 2 | Sant Julià      |                             | 24 de septiembre |
| Principat               | 0 - 2 | FC Santa Coloma |                             | 24 de septiembre |
| Atlètic Club d'Escaldes | 0 - 1 | Lusitanos       |                             | 24 de septiembre |
| Rànger's                | 7 - 1 | Extremenya      | Comunal de Andorra la Vieja | 24 de septiembre |

| Inter Club d'Escaldes | 5 - 1 | Principat               |                             | 1 de octubre |
| FC Santa Coloma       | 9 - 0 | Extremenya              | Comunal de Andorra la Vieja | 1 de octubre |
| Sant Julià            | 5 - 0 | Atlètic Club d'Escaldes | Comunal de Andorra la Vieja | 1 de octubre |
| Lusitanos             | 1 - 7 | Rànger's                |                             | 1 de octubre |

| Principat             | 2 - 4 | Lusitanos               |                             | 8 de octubre |
| Rànger's              | 2 - 0 | FC Santa Coloma         | Comunal de Andorra la Vieja | 8 de octubre |
| Extremenya            | 0 - 9 | Sant Julià              |                             | 8 de octubre |
| Inter Club d'Escaldes | 0 - 0 | Atlètic Club d'Escaldes |                             | 8 de octubre |

| Sant Julià              | 0 - 2 | Rànger's              | Comunal de Andorra la Vieja | 15 de octubre |
| Extremenya              | 0 - 2 | Inter Club d'Escaldes |                             | 15 de octubre |
| Atlètic Club d'Escaldes | 0 - 0 | Principat             |                             | 15 de octubre |
| Lusitanos               | 1 - 3 | FC Santa Coloma       |                             | 15 de octubre |

| FC Santa Coloma       | 2 - 1 | Atlètic Club d'Escaldes | Comunal de Andorra la Vieja | 22 de octubre |
| Inter Club d'Escaldes | 1 - 4 | Rànger's                |                             | 22 de octubre |
| Lusitanos             | 1 - 6 | Sant Julià              |                             | 22 de octubre |
| Principat             | 5 - 2 | Extremenya              |                             | 22 de octubre |

| Atlètic Club d'Escaldes | 2 - 0 | Extremenya      |                             | 5 de noviembre |
| Inter Club d'Escaldes   | 0 - 1 | Lusitanos       |                             | 5 de noviembre |
| Sant Julià              | 2 - 0 | FC Santa Coloma | Comunal de Andorra la Vieja | 5 de noviembre |
| Rànger's                | 6 - 0 | Principat       | Comunal de Andorra la Vieja | 5 de noviembre |

| Principat               | 0 - 5 | Sant Julià            |                             | 12 de noviembre |
| Atlètic Club d'Escaldes | 0 - 0 | Rànger's              |                             | 12 de noviembre |
| FC Santa Coloma         | 3 - 1 | Inter Club d'Escaldes | Comunal de Andorra la Vieja | 12 de noviembre |
| Extremenya              | 2 - 3 | Lusitanos             |                             | 12 de noviembre |

#### Segunda vuelta
| FC Santa Coloma | 5 - 0  | Principat               | Comunal de Andorra la Vieja | 19 de noviembre |
| Extremenya      | 0 - 14 | Rànger's                |                             | 19 de noviembre |
| Sant Julià      | 1 - 2  | Inter Club d'Escaldes   | Comunal de Andorra la Vieja | 19 de noviembre |
| Lusitanos       | 2 - 1  | Atlètic Club d'Escaldes |                             | 19 de noviembre |

| Atlètic Club d'Escaldes | 1 - 3 | Sant Julià            |                             | 26 de noviembre |
| Rànger's                | 2 - 0 | Lusitanos             | Comunal de Andorra la Vieja | 26 de noviembre |
| Extremenya              | 0 - 8 | FC Santa Coloma       |                             | 26 de noviembre |
| Principat               | 1 - 4 | Inter Club d'Escaldes |                             | 3 de diciembre  |

| Lusitanos               | 3 - 1  | Principat             |                             | 10 de diciembre |
| Atlètic Club d'Escaldes | 0 - 1  | Inter Club d'Escaldes |                             | 10 de diciembre |
| FC Santa Coloma         | 0 - 1  | Rànger's              | Comunal de Andorra la Vieja | 10 de diciembre |
| Sant Julià              | 10 - 0 | Extremenya            | Comunal de Andorra la Vieja | 12 de diciembre |

| Inter Club d'Escaldes | 3 - 1 | Extremenya              |                             | 17 de diciembre |
| Principat             | 0 - 1 | Atlètic Club d'Escaldes |                             | 17 de diciembre |
| FC Santa Coloma       | 0 - 2 | Lusitanos               | Comunal de Andorra la Vieja | 17 de diciembre |
| Rànger's              | 1 - 3 | Sant Julià              | Comunal de Andorra la Vieja | 17 de diciembre |

| Atlètic Club d'Escaldes | 0 - 2 | FC Santa Coloma       |                             | 11 de febrero |
| Extremenya              | 1 - 1 | Principat             |                             | 11 de febrero |
| Sant Julià              | 3 - 1 | Lusitanos             | Comunal de Andorra la Vieja | 11 de febrero |
| Rànger's                | 4 - 0 | Inter Club d'Escaldes | Comunal de Andorra la Vieja | 11 de febrero |

| FC Santa Coloma | 2 - 2 | Sant Julià              | Comunal de Andorra la Vieja | 18 de febrero |
| Extremenya      | 1 - 4 | Atlètic Club d'Escaldes |                             | 18 de febrero |
| Principat       | 1 - 5 | Rànger's                |                             | 18 de febrero |
| Lusitanos       | 0 - 1 | Inter Club d'Escaldes   |                             | 18 de febrero |

| Rànger's              | 7 - 0 | Atlètic Club d'Escaldes | Comunal de Andorra la Vieja | 4 de marzo  |
| Lusitanos             | 6 - 1 | Extremenya              |                             | 11 de marzo |
| Inter Club d'Escaldes | 0 - 5 | FC Santa Coloma         |                             | 11 de marzo |
| Sant Julià            | 2 - 0 | Principat               | Comunal de Andorra la Vieja | 11 de marzo |

## Ronda por el campeonato

### Clasificación
|  |    | Equipos         | PJ | PG | PE | PP | GF | GC | Dif | Pts |
|  | -- | --------------- | -- | -- | -- | -- | -- | -- | --- | --- |
|  | 1. | Rànger's (C)    | 20 | 16 | 3  | 1  | 73 | 12 | +61 | 51  |
|  | 2. | Sant Julià      | 20 | 12 | 3  | 5  | 61 | 19 | +42 | 39  |
|  | 3. | FC Santa Coloma | 20 | 11 | 3  | 6  | 47 | 17 | +30 | 36  |
|  | 4. | Lusitanos       | 20 | 9  | 1  | 7  | 30 | 41 | -11 | 28  |

|  | Clasificado para la primera ronda previa de la Copa de la UEFA 2006-07. |
|  | Clasificado para la primera fase de la Copa Intertoto de la UEFA 2006.  |

| (C) Campeón |

#### Evolución de la clasificación
| Jornada / Equipo | 1 | 2 | 3 | 4 | 5 | 6 |
| Jornada / Equipo |   |   |   |   |   |   |
| ---------------- | - | - | - | - | - | - |
| Rànger's         | 1 | 1 | 1 | 1 | 1 | 1 |
| Sant Julià       | 2 | 2 | 2 | 2 | 2 | 2 |
| FC Santa Coloma  | 3 | 3 | 3 | 3 | 3 | 3 |
| Lusitanos        | 4 | 4 | 4 | 4 | 4 | 4 |

### Resultados
Fuente: mismarcadores.com
- Los horarios corresponden a la CET (Hora Central Europea) UTC+1 en horario estándar y UTC+2 en horario de verano.

#### Primera vuelta
| FC Santa Coloma | 2 - 0 | Sant Julià | Comunal de Andorra la Vieja | 18 de marzo |
| Rànger's        | 3 - 1 | Lusitanos  | Comunal de Andorra la Vieja | 18 de marzo |

| Rànger's  | 1 - 1 | FC Santa Coloma | Comunal de Andorra la Vieja | 25 de marzo |
| Lusitanos | 1 - 0 | Sant Julià      |                             | 25 de marzo |

| Sant Julià | 1 - 1 | Rànger's        | Comunal de Andorra la Vieja | 1 de abril |
| Lusitanos  | 1 - 1 | FC Santa Coloma |                             | 1 de abril |

#### Segunda vuelta
| Sant Julià | 1 - 0 | FC Santa Coloma | Comunal de Andorra la Vieja | 8 de abril |
| Lusitanos  | 0 - 2 | Rànger's (C)    |                             | 8 de abril |

| FC Santa Coloma | 1 - 2 | Rànger's  | Comunal de Andorra la Vieja | 22 de abril |
| Sant Julià      | 5 - 1 | Lusitanos | Comunal de Andorra la Vieja | 22 de abril |

| Rànger's        | 2 - 1 | Sant Julià | Comunal de Andorra la Vieja | 29 de abril |
| FC Santa Coloma | 1 - 0 | Lusitanos  | Comunal de Andorra la Vieja | 29 de abril |

## Ronda por la permanencia

### Clasificación
|  |    | Equipos                 | PJ | PG | PE | PP | GF | GC | Dif | Pts |
|  | -- | ----------------------- | -- | -- | -- | -- | -- | -- | --- | --- |
|  | 1. | Inter Club d'Escaldes   | 20 | 11 | 3  | 6  | 36 | 28 | +8  | 36  |
|  | 2. | Atlètic Club d'Escaldes | 20 | 8  | 4  | 8  | 21 | 27 | -6  | 28  |
|  | 3. | Principat               | 20 | 3  | 2  | 15 | 18 | 55 | -37 | 11  |
|  | 4. | Extremenya (D)          | 20 | 0  | 1  | 19 | 11 | 98 | -87 | 1   |

|  | Disputó una promoción por la permanencia contra el subcampeón de la Segona Divisió. |
|  | Descendido a la Segona Divisió.                                                     |

| (D) Descendido |

#### Evolución de la clasificación
| Jornada / Equipo        | 1 | 2 | 3 | 4 | 5 | 6 |
| Jornada / Equipo        |   |   |   |   |   |   |
| ----------------------- | - | - | - | - | - | - |
| Inter Club d'Escaldes   | 1 | 1 | 1 | 1 | 1 | 1 |
| Atlètic Club d'Escaldes | 2 | 2 | 2 | 2 | 2 | 2 |
| Principat               | 3 | 3 | 3 | 3 | 3 | 3 |
| Extremenya              | 4 | 4 | 4 | 4 | 4 | 4 |

### Resultados
Fuente: mismarcadores.com
- Los horarios corresponden a la CET (Hora Central Europea) UTC+1 en horario estándar y UTC+2 en horario de verano.

#### Primera vuelta
| Atlètic Club d'Escaldes | 2 - 0 | Principat  |  | 18 de marzo |
| Inter Club d'Escaldes   | 3 - 0 | Extremenya |  | 18 de marzo |

| Atlètic Club d'Escaldes | 1 - 0 | Inter Club d'Escaldes |  | 25 de marzo |
| Principat               | 1 - 0 | Extremenya            |  | 25 de marzo |

| Principat  | 0 - 3 | Inter Club d'Escaldes   |  | 1 de abril |
| Extremenya | 0 - 1 | Atlètic Club d'Escaldes |  | 1 de abril |

#### Segunda vuelta
| Extremenya | 1 - 4 | Inter Club d'Escaldes   |  | 8 de abril |
| Principat  | 1 - 2 | Atlètic Club d'Escaldes |  | 8 de abril |

| Inter Club d'Escaldes | 2 - 2 | Atlètic Club d'Escaldes |  | 22 de abril |
| Extremenya            | 1 - 3 | Principat               |  | 22 de abril |

| Atlètic Club d'Escaldes | 3 - 0 | Extremenya |  | 29 de abril |
| Inter Club d'Escaldes   | 2 - 1 | Principat  |  | 29 de abril |

## Promoción por la permanencia
El tercer equipo ubicado en la clasificación final de la Ronda por la permanencia, Principat, disputó una serie a doble partido ante Engordany, subcampeón de la Segunda División. El ganador de la eliminatoria participó de la siguiente temporada de la Primera Divisió.
| Principat                                                                | 3 - 0 | Engordany | Estadio Comunal               | 14 de mayo |
| Engordany                                                                | 0 - 0 | Principat | Campo de Deportes de Aixovall | 21 de mayo |
| Principat mantuvo la categoría tras ganar la serie por un global de 3-0. |       |           |                               |            |